# Międzyłęż
Międzyłęż – wieś kociewska w Polsce położona w województwie pomorskim, w powiecie tczewskim, w gminie Pelplin.
| SIMC    | Nazwa           | Rodzaj     |
| ------- | --------------- | ---------- |
| 0168840 | Nowy Międzyłęż  | przysiółek |
| 0168857 | Stary Międzyłęż | przysiółek |

W latach 1975–1998 miejscowość administracyjnie należała do województwa gdańskiego.
W pobliskich Rybakach znajduje się Śluza Międzyłęska

## Zabytki
Według rejestru zabytków NID na listę zabytków wpisany jest cmentarz mennonicki wraz z ogrodzeniem, 1800, nr rej.: A-1751 z 14.12.2004.
Jest to nieczynny cmentarz mennonicki z dość dobrze zachowanymi nagrobkami, na których widnieje ornamentyka z gaszonymi pochodniami skierowanymi w dół (symbol gasnącego życia) i makówkami (symbol snu wiecznego).
Dawniej na jego terenie bądź w bezpośrednim sąsiedztwie (od strony południa) znajdował się niewielki zamek murowany lub dwór obronny, w którym miał siedzibę urzędnik krzyżacki zwany prokuratorem. Po 1466 r. urzędował tam zarządca gospodarstwa tenuty międzyłęskiej, przez pewien czas powiązanej personalnie ze starostwem gniewskim. Zamek i związane z nim zabudowania mieszkalno-gospodarcze folwarku zostały spalone przez Szwedów w okresie potopu szwedzkiego.